# Cybalomia pentadalis
Cybalomia pentadalis is een vlinder uit de familie grasmotten (Crambidae). De wetenschappelijke naam is, als Botys pentadalis voor het eerst gepubliceerd in 1855 door Julius Lederer.
De soort komt voor in Griekenland, Cyprus, Turkije, Libanon, Israël, Westelijke Sahara en Soedan.